# Emil Linde
Emil Linde (7 de febrero de 1994) es un deportista sueco que compitió en ciclismo de montaña en la disciplina de campo a través. Ganó una medalla de oro en el Campeonato Europeo de Ciclismo de Montaña de 2016, en la prueba por eliminación.

## Medallero internacional
| Campeonato Europeo | Campeonato Europeo | Campeonato Europeo | Campeonato Europeo |
| Año                | Lugar              | Medalla            | Competición        |
| ------------------ | ------------------ | ------------------ | ------------------ |
| 2016               | Huskvarna (Suecia) | Medalla de oro     | Eliminación        |